# David Milman
David Pinhusovich Milman (em russo:  Дави́д Пи́нхусович Ми́льман; Chechelnyk, 15 de janeiro de 1912 – Tel Aviv, 12 de julho de 1982) foi um matemático soviético e depois israelense, especialista em 
análise funcional. Foi um dos principais representantes da escola soviética de análise funcional. Na década de 1970 emigrou para Israel.
Milman é conhecido pelo seu desenvolvimento de métodos em análise funcional, particularmente em teoria dos operadores, em conexão direta com problemas concretos da física matemática, em particular equações diferenciais e modos normais.
Milman obteve um doutorado em 1939 na Universidade Nacional de Odessa, orientado por Mark Krein.
É pai dos matemáticos Vitali Milman e Pierre Milman; e avô do matemático Emanuel Milman e do bioquímico Pavel Milman.